# Cold Shoulder
«Cold Shoulder» es una canción compuesta e interpretada por la cantautora británica Adele. Fue lanzada digitalmente en Irlanda el 20 de abril de 2008 y en el Reino Unido el 21 de abril de 2008 como el tercer sencillo de su álbum debut 19. Esta es la única canción en el álbum que fue producida por Mark Ronson. El exbajista de Jamiroquai, Stuart Zender,  toca en la canción que también es parte de la banda de gira de Mark Ronson. Adele interpretó la canción en Friday Night with Jools Holland el 8 de febrero de 2008 y en Saturday Night Live el 18 de octubre de 2008.

## Video musical
El video fue filmado en febrero de 2008 en Londres. Comenzó ganando difusión en canales de música del Reino Unido, y cuenta con el canto Adele en un cuarto oscuro, entre estatuas de hielo que se derriten, los cual tiene un aspecto de desesperación. El video termina con muchas de las estatuas fundidas y los tiros finales de Adele a las estatuas.

## Lista de canciones
Reino Unido - CD y vinilo de 7 pulgadas
1. "Cold Shoulder" 3:15
2. "Now and Then" 3:24

iTunes EP
Cold Shoulder - EP
1. "Cold Shoulder"
2. "Cold Shoulder" (Basement Jaxx Classic Edit)
3. "Cold Shoulder" (Basement Jaxx Classic Remix)
4. "Cold Shoulder" (Basement Jaxx DuBB)
5. "Cold Shoulder" (Rusko Remix)
6. "Cold Shoulder" (Out of Office Remix)

## Créditos y personal
- Adele: Voz

## Historial de versiones
| País        | Fecha               |
| ----------- | ------------------- |
| Reino Unido | 28 de abril de 2008 |
| Europa      | 16 de junio de 2008 |

## Listas

### Semanales
| Listas (2008)                                | Posiciones |
| -------------------------------------------- | ---------- |
| Bélgica (Ultratip Flanders)                  | 1          |
| Bélgica (Ultratip Wallonia)                  | 1          |
| Europa (European Hot 100 Singles)            | 1          |
| Países Bajos (Dutch Top 40)                  | 2          |
| Reino Unido (The Official UK Charts Company) | 1          |

### Fin de año
| País (2008) | Posición |
| ----------- | -------- |
| Reino Unido | 1        |